# Alda Lara
Alda Ferreira Pires Barreto de Lara Albuquerque (9 de junho de 1930, Benguela — 30 de janeiro de 1962, Cambambe) foi uma poetisa e médica angolana. Alda teve um grande papel ao nível da intervenção cultural, ajudando a formar uma consciência política e coletiva. Como reconhecimento pelo seu trabalho, a Câmara Municipal de Lubango instituiu o Prémio Alda Lara para a Poesia. Sua produção poética foi reunida e publicada pelo seu marido Orlando Albuquerque.

## Biografia
De família de origem portuguesa, Alda Lara nasceu em Benguela, em 1930, onde viveu uma parte da sua infância e pré-adolescência com o irmão, também poeta Ernesto Lara Filho. Frequentou, na cidade de Lubango, o Colégio Paula Frassinetti (actual Complexo Escolar nº 1849) até ao sexto ano. Seu primo era o ex-presidente angolano Lúcio Lara.
As atividades literárias de Alda Lara iniciaram ainda em sua juventude com os textos "Natal" (1943) e "Salvé Ano Novo!" (1943), e os sonetos "Ressurreição" (1944) e "A Manuel Cerveira Pereira" (1946), publicados no Jornal de Benguela.
Mudou-se para a Lisboa em 1947, onde concluiu os seus estudos no Liceu Maria Amália Vaz de Carvalho. No ano seguinte, ingressou na Faculdade de Medicina de Lisboa, aí convivendo com outros estudantes oriundos das colónias. Transferiu seu curso para a Universidade de Coimbra, em 1948, apresentando uma tese de fim de curso sobre psiquiatria infantil, intitulado Deficiências psíquicas provocadas por carência de cuidados familiares, chamando deste modo a atenção de outros estudiosos. O trabalho valeu-lhe um convite para se especializar em Paris, num hospital psiquiátrico. Recusou, porém, o convite, uma vez que já estava definido o seu objetivo de voltar a Angola.
No mesmo ano de mudança para Coimbra, em 1948, escreveu o aclamado poema "Vida que se perdeu", onde reflete sobre os seus dias longe da terra de Benguela.
No período em Coimbra conheceu o moçambicano Orlando de Albuquerque, com quem se casou em 1953 e formou uma família de quatro filhos (João Paulo, Luís Miguel, Orlando José e Pedro). 

Participou de vários recitais de poesia em Lisboa e Coimbra, divulgando a poesia dos poetas ultramarinos e a poesia negra. Apesar da sua juventude, a postura de Alda perante a vida e a consciência que tinha dos problemas da sociedade em que vivia, e em cuja resolução se empenhava, rapidamente a levaram a militar nos movimentos estudantis, onde terá adquirido um conhecimento mais aprofundado da literatura dos séculos XIX e XX e das movimentações socioculturais da época.
Durante os anos em que ficou tanto em Lisboa como em Coimbra manteve uma ligação com a Casa dos Estudantes do Império (CEI), tendo sido igualmente colaboradora em jornais e revistas de relevância na época, tais como a Revista Mensagem, Jornal de Benguela, Jornal de Angola, ABC e Ciência.
Realizou conferências como médica, uma das quais versou sobre a necessidade do auxílio médico nas missões. As suas conferências tiveram uma enorme repercussão e muitas delas foram publicadas.
Regressou a Angola para se juntar aos seus colegas de militância política-cultural no ano de 1961, quando se iniciava a luta nacionalista de Angola. Veio, contudo, a falecer precocemente a 30 de janeiro de 1962, em Cambambe, no Cuanza Norte.

## Legado
Alda teve um grande papel ao nível da intervenção cultural, ajudando a formar uma consciência política e coletiva. Como reconhecimento do seu trabalho, após a sua morte, a Câmara Municipal de Lubango instituiu o Prémio Alda Lara da Poesia, em sua homenagem.

## Obra publicada
Os volumes com os seus textos são todos póstumos: Poemas (1966), Poesia (1979) e Tempo de Chuva (1973), todos com edição de Orlando de Albuquerque.

### Poesia[5][1]
- Poemas, 1966, Lubango, Publicações Imbondeiro;
- Poesia, 1979, Luanda, União dos Escritores Angolanos;
- Poemas, 1984, Porto, Vertente Ltda. (poemas completos).

### Contos[6][1]
- Tempo de chuva. Lobito: Colecção Capricórnio, 1973